# Бургос – Браунсвіль (продуктопровід)
Продуктопровід Бургос — Браунсвіль — трубопровід, споруджений для доставки продуктів переробки природного газу із мексиканського ГПЗ Бургос (штат Тамауліпас) до терміналів у Единбургу та Браунсвілі (США, штат Техас).
Введений в дію у 2004 році мексиканською компанією PEMEX ГПЗ Бургос в ході виробничого процесу серед інших продуктів виділяє газовий бензин (те, що у закордонній термінології називається naphta), який було вирішено експортувати до США, де він використовується як добавка до автомобільного палива. Для цього у 2006-му спорудили трубопровід Бургос — Браунсвіль, що складається з кількох ділянок:
- 12,5 миль по мексиканській території від ГПЗ до прикордонної річки Ріо-Гранде;
- перехід під Ріо-Гранде, виконаний у формі тунелю;
- 34 милі по території США від кордону до терміналу поблизу Единбургу;
- 68 миль від Единбургу до терміналу в Браунсвіль.

На відтинку Бургос — Единбург діаметр системи складає 200 мм, після чого збільшується до 250 мм. Трубопровід дозволяє прокачувати до 32 тисяч барелів на день.
У 2014 році влада Мексики видала дозвіл на розширення переліку продуктів, що транспортуються по трубопроводу, за рахунок зріджених вуглеводневих газів та ЗНГ. При цьому власник трубопроводу американська компанія NuStar анонсує наміри спорудити другу нитку від Бургоса до Единбурга діаметром 250 мм.